# Le maillon et la chaîne
Le maillon et la chaîne (auch The Link and the Chain) ist ein französischer Dokumentarfilm von Jacques Ertaud und Bernard Gorki aus dem Jahr 1963. Der Film wurde 1964 für den Oscar für den besten Dokumentarfilm nominiert.

## Inhalt
Der Film stellt das Leben auf den Loyalitätsinseln dar.

## Nominierungen und Auszeichnungen
- Oscar: Nominierung als bester Dokumentarfilm.[1]